# Harsewakpur No.2
Harsewakpur No.2 es una ciudad censal situada en el distrito de Gorakhpur en el estado de Uttar Pradesh (India). Su población es de 8534 habitantes (2011). 

## Demografía
Según el censo de 2011 la población de Harsewakpur No.2 era de 8534 habitantes, de los cuales 4500 eran hombres y 4034 eran mujeres. Harsewakpur No.2 tiene una tasa media de alfabetización del 66,28%, inferior a la media estatal del 67,68%: la alfabetización masculina es del 76,08%, y la alfabetización femenina del 55,24%.